# ثيازوليدينديون

مَجْمُوْعَةٌ وَظيفِيَّة

ثيازوليدينديون (بالإنجليزية: Thiazolidinedione)‏ هي فئة من الأدوية التي تُستخدم في علاج مرض سكري النمط الثاني.

## اقرأ أيضاً
- ثيازولين
- ثيازوليدين